# Pic de Setut
El Pic de Setut és un cim de 2.867 m situat a la carena fronterera entre Catalunya i Andorra. Es troba entre el municipi català de Lles de Cerdanya, situat a la comarca de la Baixa Cerdanya, i la parròquia andorrana d'Escaldes-Engordany. Té una prominència de 36 m i es tracta del 12è cim més alt d'Andorra i el 78è cim més alt de Catalunya.

## Geografia

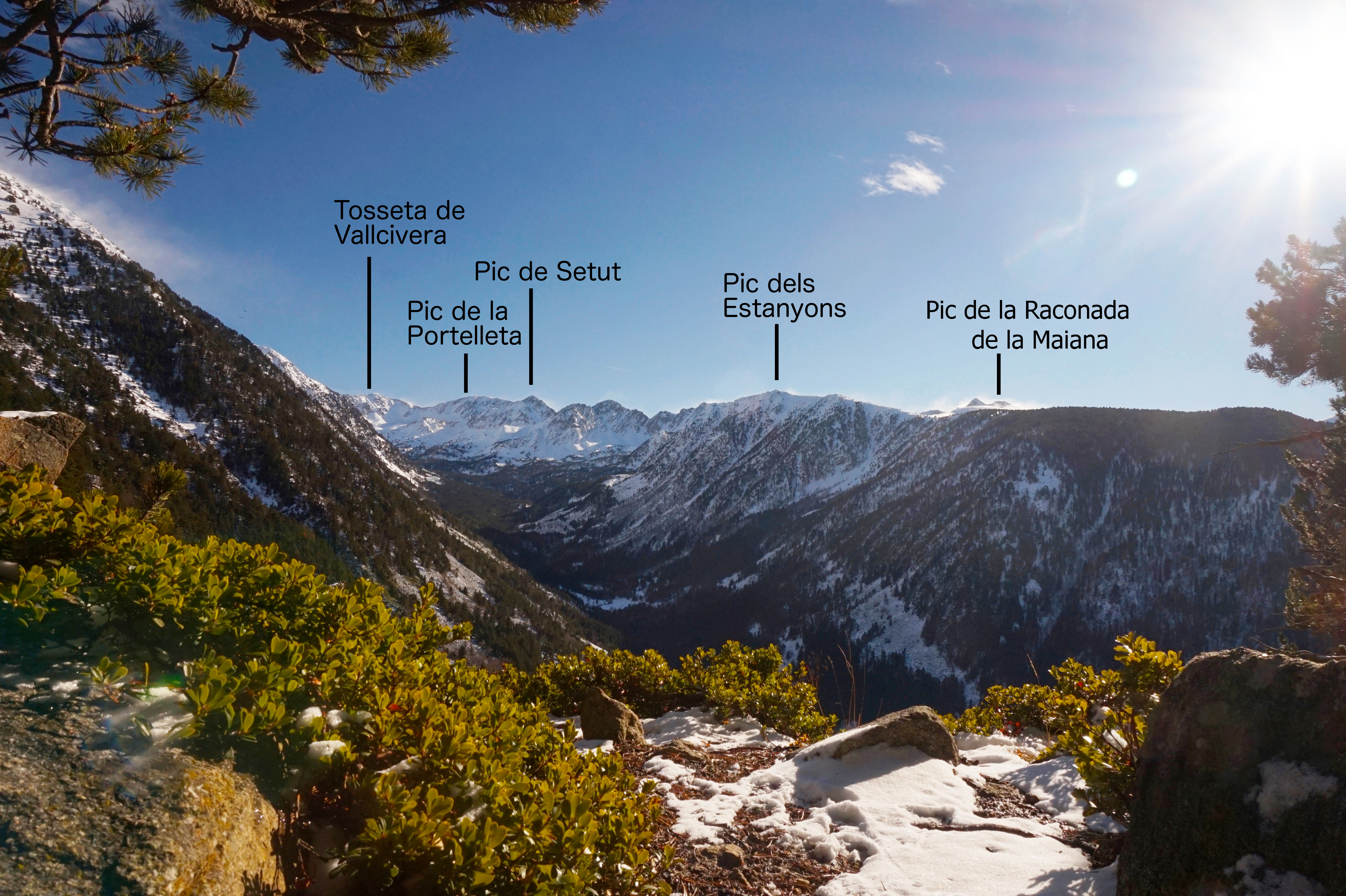
Pic de Setut vist des del vessant nord de la vall del Madriu

El Pic de Setut és un cim de la serralada dels Pirineus que es troba a l'extrem nord de Catalunya i a l'extrem sud d'Andorra, a la línia de frontera entre els dos països i a la divisòria d'aigües entre la Valira i el Segre. És a una carena que va en sentit est-oest des de la Tossa Plana de Lles (o Pic de la Portelleta, 2.905 m) fins al Port de Perafita i on hi ha diversos cims de més de 2.800 i 2.900 m. A la cara nord de la muntanya hi ha la vall del Madriu, on s'hi troba el riu Madriu, que vessa cap al riu Valira d'Orient, a Escaldes-Engordany. A la cara sud hi ha la subcomarca del Baridà, on es troba el municipi de Lles de Cerdanya, les aigües del qual desemboquen al riu Segre.

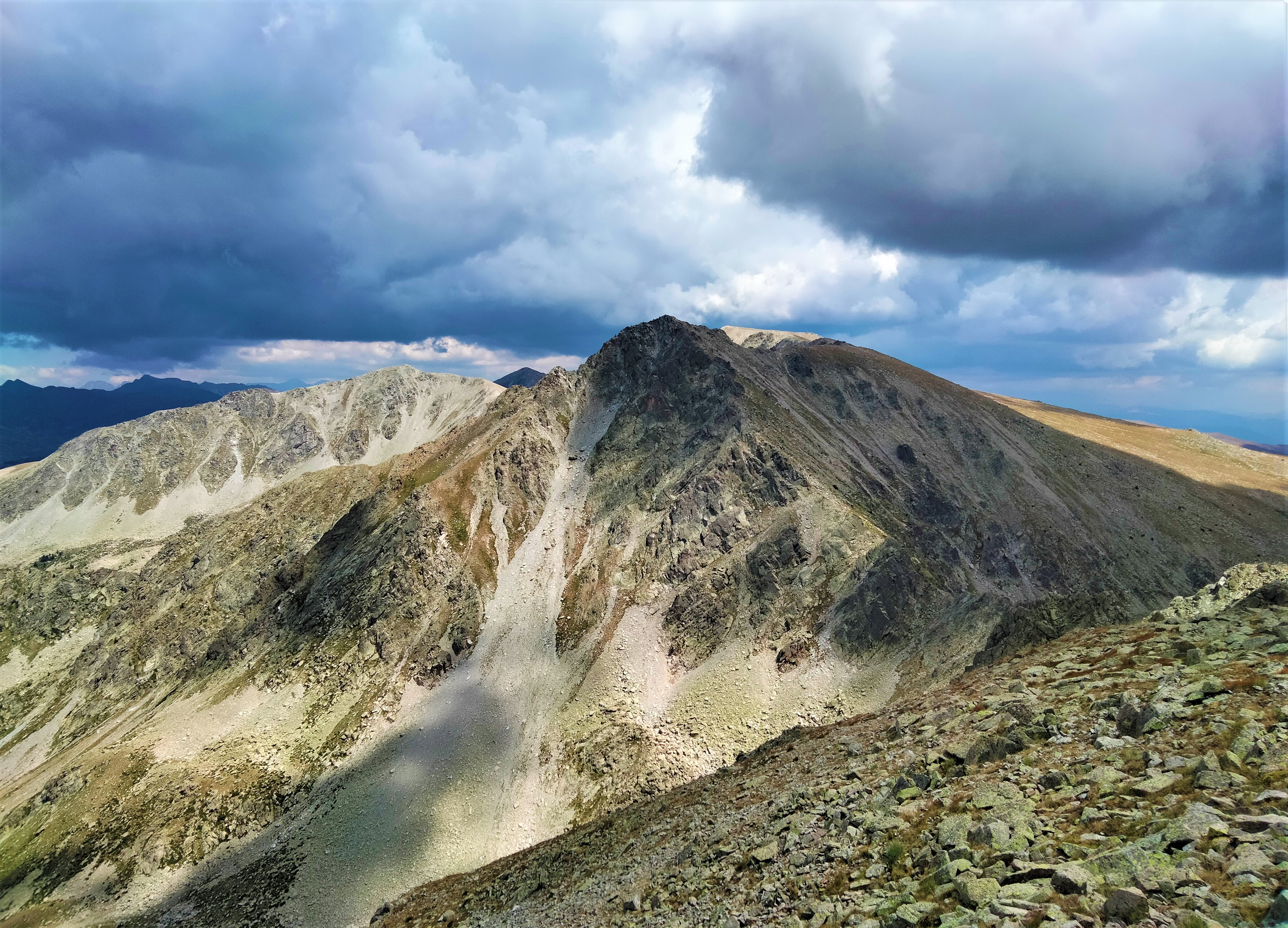
Cara nord-oest del Pic de Setut, vist des del Pic de Coma Extremera

És entre el Pic de Coma Extremera (2.809 m), situat a uns 870 m a l'oest, i la Tossa Plana de Lles, situada a uns 800 m a l'est. Uns 350 m al sud-oest del cim hi ha la Portella de Setut (2.686,6 m), un lloc de pas natural entre Catalunya i Andorra. Uns 450 m al sud-sud-oest del cim del Pic de Setut hi ha l'Estany Gran de Setut (2.563 m) i, també des del cim, uns 900 m en direcció sud-sud-oest hi ha la Bassota de Setut, dos estanys d'origen glacial. També en sentit sud-sud-oest, uns 1,5 km des del cim hi ha el Clot de Setut, que es troba a la raconada que hi ha entre el Pic de Setut, el Pic de Coma Extremera i el Tossal Bovinar (2.842 m). Des d'aquesta raconada hi neix el Torrent de Setut, que desemboca uns 4,5 km més al sud al riu del Molí (o riu d'Arànser), i que és un afluent del Segre.
A la banda nord de la muntanya, el Pic de Setut té dos vessants clarament diferenciats: la cara nord-oest i la cara nord-est, separades per un contrafort de la muntanya que baixa en sentit nord. Cap al nord-est hi ha els Clots de la Portella i, més avall hi ha el Pla de Setut i els Orris de Setut. Al vessant nord-oest hi ha els Clots de la Portella de Setut, per on hi baixa el també anomenat Torrent de Setut i que vessa al riu Madriu. Més avall hi ha les Basses de Setut i les restes de la Cabana de Setut, la qual només li queda la base. Aquesta cabana, de forma aproximadament rectangular i delimitada per un mur de pedra seca de poca alçada, deuria ser una cabana de carboners, ja que es troba al costat d'una plaça de carbonera. També a prop dels Clots de la Portella de Setut hi ha l'indret conegut com Feixar de Setut, situat al vessant nord del Pic del Freixar (2.742 m).

## Biodiversitat
El Pic de Setut es troba a dos espais naturals protegits. D'una banda, està inclòs dins l'Espai Natural Protegit de la Tossa Plana de Lles-Puigpedrós, espai que també té les figures de protecció de zona d'especial conservació (ZEC) i zona d'especial protecció per a les aus (ZEPA). D'altra banda, també està inclòs a la Vall del Madriu-Perafita-Claror, una àrea protegida d'Andorra inscrita el juliol del 2004 a la llista del Patrimoni de la Humanitat per la UNESCO en la categoria de paisatge cultural.